# محمد جواد آذري جهرمي
محمد جواد آذری جهرمي (فارسي: محمدجواد آذری جهرمی) هو مهندس إيراني ومتخصص في أمن المعلومات ، يشغل حاليا منصب وزير الاتصالات وتكنولوجيا المعلومات في حكومة الرئيس حسن روحاني . حصل على الثقة من البرلمان في 20 أغسطس 2017 ، 272 صوتاً وامتناع 7 أعضاء عن التصويت و 9 أصوات باطلة . وعمل رئيس مجلس إدارة شركة (TIC) والعضو المنتدب بها لمدة عامين.
وهو حاليا أصغر وزير في قائمة أعضاء الحكومة الإيرانية ، وكذلك أول وزير إيراني يولد بعد الثورة الإسلامية في عام 1979  أصدر رئيس هيئة الإذاعة والتلفزيون الحكومي قرارًا بمنعه وذلك عقب كشفه عن مخالفات قانونية ومالية في العقود التي أبرمها التلفزيون الحكومي مع شخصيات مختلفة.

## مناصبه الحكومية
تولى مناصب إدارية في وزارة الاستخبارات والأمن الوطني الإيرانية من عام 2002 إلى عام 2009. ثم أصبح نائب وزير تكنولوجيا المعلومات والاتصالات بحكم منصبه ، بصفته رئيس شركة (TIC) .